# Зірка Плейбоя
Зірка Плейбоя (англ. Star 80) — американська біографічна драма 1983 року.

## Сюжет
Історія про трагічну долю дівчини на ім'я Дороті Страттен, вчорашньої школярки з Ванкувера, яка була визнана найкращою фотомоделлю 1980 року в еротичному журналі «Плейбой» і вже розраховувала на кар'єру кінозірки. Але спритний авантюрист Пол Снайдер, який помітив її і допомагав на самому початку шляху нагору, убив Дороті в припадку ревнощів, так і не давши здійснитися амбітним планам дівчини.

## У ролях
| Актор              | Роль                  |
| ------------------ | --------------------- |
| Меріел Хемінгуей   | Дороті Страттен       |
| Ерік Робертс       | Пол Снайдер           |
| Кліфф Робертсон    | Г'ю Гефнер            |
| Керрол Бейкер      | мати Дороті           |
| Роджер Ріс         | Арам Ніколас          |
| Девід Кленнон      | Геб                   |
| Джош Мостел        | приватний детектив    |
| Ліза Гордон        | Ейлін                 |
| Сідні Міллер       | власник нічного клубу |
| Кіт Гефнер         | фотограф              |
| Ліз Шерідан        | гример                |
| Кінен Айворі Веянс | комік                 |